# Begonia denticulata
Espèce
Synonymes
- Begonia fagopyroides Kunth & C.D.Bouché[1]
- Moschkowitzia fagopyroides (Kunth & C.D.Bouché) Klotzsch[1]

Begonia denticulata est une espèce de plantes de la famille des Begoniaceae.
L'espèce fait partie de la section Cyathocnemis.
Elle a été décrite en 1825 par Karl Sigismund Kunth (1788-1850).

## Répartition géographique
Cette espèce est originaire du pays suivant : Venezuela.